# Namibiobolbus
Namibiobolbus es un género de escarabajos incluido en la familia Geotrupidae. Incluye las siguientes especiesː
- Namibiobolbus helgae
- Namibiobolbus heracles
- Namibiobolbus iphicles